# Riverside, California
Riverside là một thành phố ở quận Riverside, tiểu bang California, Hoa Kỳ và là quận lỵ của quận cùng tên. Thành phố này được đặt tên Riverside (nghĩa là "bờ sông") vì vị trí nằm cạnh sông Santa Ana, đây là thành phố lớn nhất ở vùng đô thị Riverside-San Bernardino-Ontario tại Nam California và là thành phố nội địa lớn thứ 4 ở California sau Fresno, Sacramento, và Bakersfield. Riverside nằm cách Los Angeles khoảng 97 km (60 dặm) về phía đông, đây là thành phố lớn thứ 64 của Hoa Kỳ và là thành phố lớn thứ 12 ở California. Tính tới năm 2009, Riverside có dân số ước tính 300.430 người.

## Liên kết
Tư liệu liên quan tới Riverside, California tại Wikimedia Commons
- City of Riverside
- Riverside History Lưu trữ ngày 1 tháng 8 năm 2012 tại Wayback Machine